# 라이콤
라이콤(LiComm Co. Ltd.)은 대한민국의 광통신 모듈기업이다. 본사는 경기도 용인시 처인구 이동읍 백자로 109에 위치해 있으며 대표이사는 김성준이다. 자율주행 라이다 센서를 비롯한 광증폭기, 유선방송용 광송수신기, 휴대폰 전파 수신을 원활하게 해주는 광중계기 모듈 등을 생산·판매한다

## 상장
2023년 2월 IBKS제16호스팩과 합병되어 상장하였다.

## 경영
2023년 개별기준 영업이익과 순이익 전년대비 적자전환 감소했고 매출액도 -43.31% 감소하였다

## 같이 보기
- 자율주행차

## 참고문헌
1. ↑  라이콤, 상반기 영업손실 10억원…전년비 적자전환, 일렉, 2023년 8월 15일
2. ↑  라이콤, 테슬라 파트너사에 자율주행 센서 공급, 뉴스핌, 2023년 5월 23일
3. ↑  이건재, IBK투자증권 주관사 IPO Update-라이콤, 2023년 12월 22일
4. ↑  라이콤, 23년 개별 영업손실 20.57억원, 매일경제, 2024년 1월 23일